# Ford Ranch Wagon
Pour les articles homonymes, voir Wagon (homonymie).
Le Ford Ranch Wagon est un break (familiale) construit par Ford de 1952 à 1974. Il s'agissait d'une grande voiture (full-size), sauf en 1963 et 1964, où le nom a été attribué au modèle d'entrée de gamme de la Ford Fairlane, de taille intermédiaire.

## 1952–1962

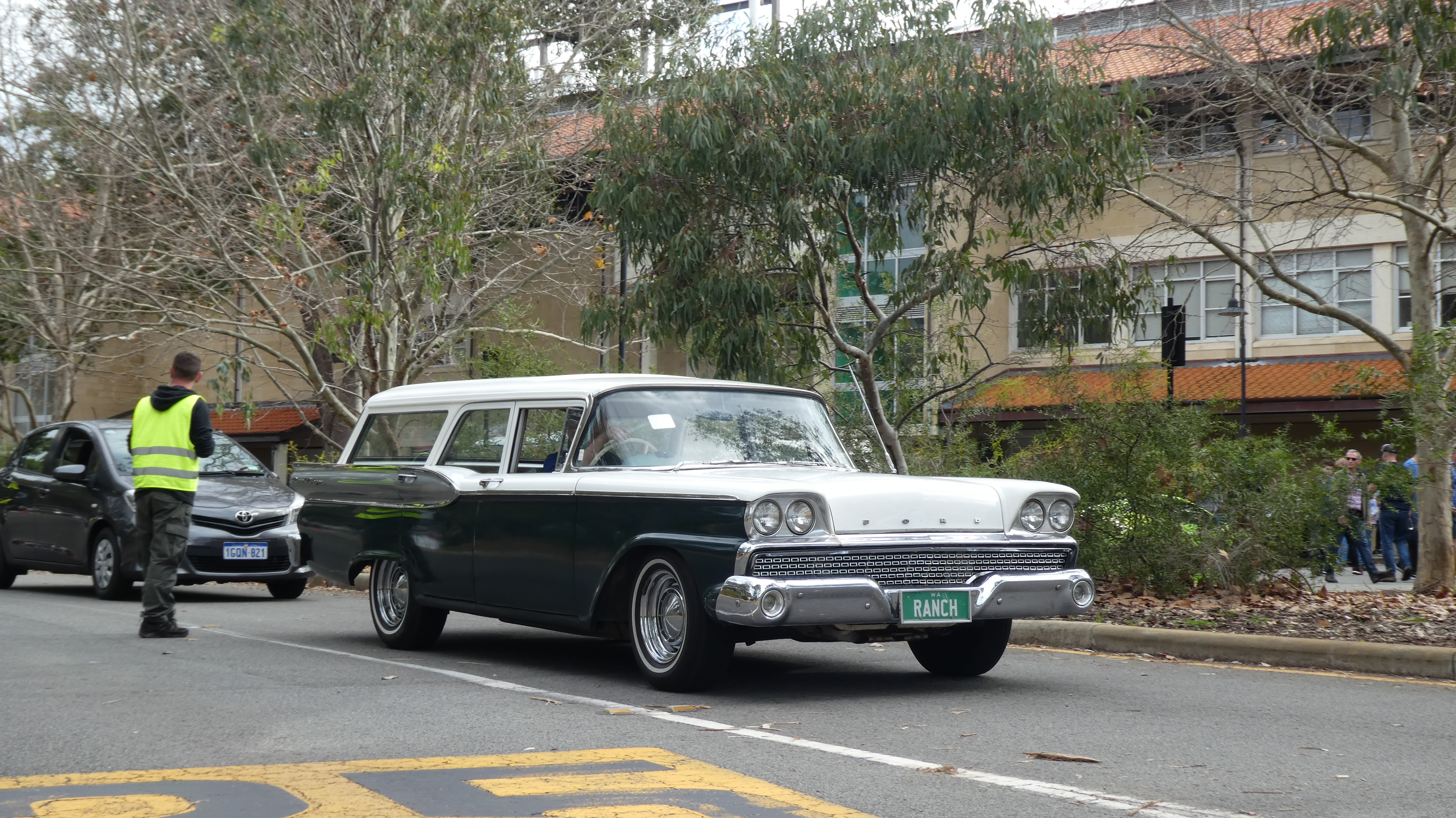
Modèle 1960-1961 seulement produit pour l'Australie.

Au début des années 1950, l'époque des breaks à carrosserie en bois touchait à son terme. C'est aussi l'époque ou les breaks connaîtront un énorme gain de popularité, devenant le véhicule par excellence des familles nombreuses du baby-boom et des nouvelles banlieues.
Quand Ford a lancé sa nouvelle gamme automobile pour 1952, le Ford Country Squire avait encore l'aspect du bois, pour ne pas dérouter sa clientèle (grâce à des décalcomanies extérieures en bois simulées, qui ne sont restées en bois véritable que jusqu'en 1953).
Mais pour les autres acheteurs de breaks, notamment ceux moins nantis, Ford a aussi proposé deux nouveaux choix cette année-là : les premiers breaks à carrosserie entièrement en acier de l'histoire de l'entreprise. Il s'agissait du Ford Country Sedan, un modèle quatre portes sur base de la Customline de milieu de gamme; et du Ranch Wagon, un modèle deux portes sur base de la Mainline d'entrée de gamme, inspiré par la disposition des anciennes Country Squire et des breaks de chasse européens. Le Ranch Wagon était équipé du moteur six-cylindres Mileage Maker standard, ou du V8 à soupapes latérales traditionnel de la marque, le Ford flathead V8 (en), en option.
Après des changements surtout superficiels en 1953, un deuxième Ranch Wagon, une version un peu plus luxueuse sur base de la Customline, a été ajouté en 1954, l'année du remplacement du V8 flathead par le moteur Ford Y-block (en) (à soupapes en tête). Avec l'introduction de la nouvelle génération en 1955, ces deux modèles ont été renommés Ranch Wagon et Custom Ranch Wagon, l'ensemble des breaks de Ford devenant une gamme séparée. En 1957 a été lancé le Ford Del Rio (qui remplaçait à la fois le Custom Ranch Wagon et le Ford Parklane de 1956), avec une sellerie à motifs spécifiques. Ce modèle a été la base du nouveau Ford Ranchero et d'un break Mercury nommé Mercury Commuter (en), qui était un break inspiré des modèles à toit rigide sans pilier B.
Il y avait trois Ranch Wagon l'année suivante, car le premier Ranch Wagon quatre portes a été ajouté à la gamme de modèles. Le Del Rio a disparu en 1959, remplacée par un Country Sedan deux portes, qui n'a duré qu'un an. Les carrosseries sont entièrement revisitées en 1960.
À cette date, les breaks full-size deux portes étaient en perte de vitesse et le Ranch Wagon deux portes de 1961 était le dernier break full-size deux portes construit (avec le Plymouth Deluxe Suburban (en) de la même année), laissant le modèle quatre portes comme seul Ranch Wagon pour 1962.

### Australie
Jusqu'en 1959, une version modifiée des carrosseries Ford full-size de 1959 y est commercialisée et les breaks, réalisés par des carrossiers locaux, sont rares et chers. En septembre 1959 (année-modèle 1960) Ford Australie les remplace par un modèle réutilisant les carrosseries des Ford nord-américaines de 1959, plus spécifiquement avec les calandres et décorations de la marque canadienne Meteor. En plus d'un modèle désigné Fairlane 500 et des rares Custom 300, un break est vendu sous le nom de Ranch Wagon, en version quatre portes uniquement.

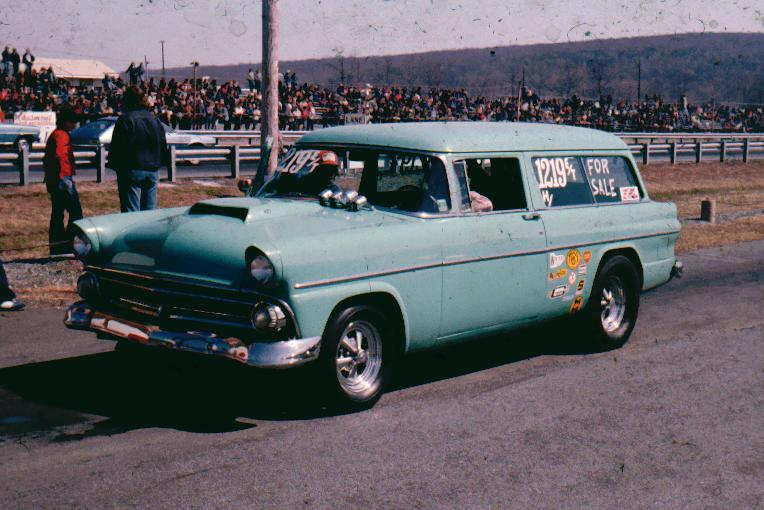
Ranch Wagon de 1955.
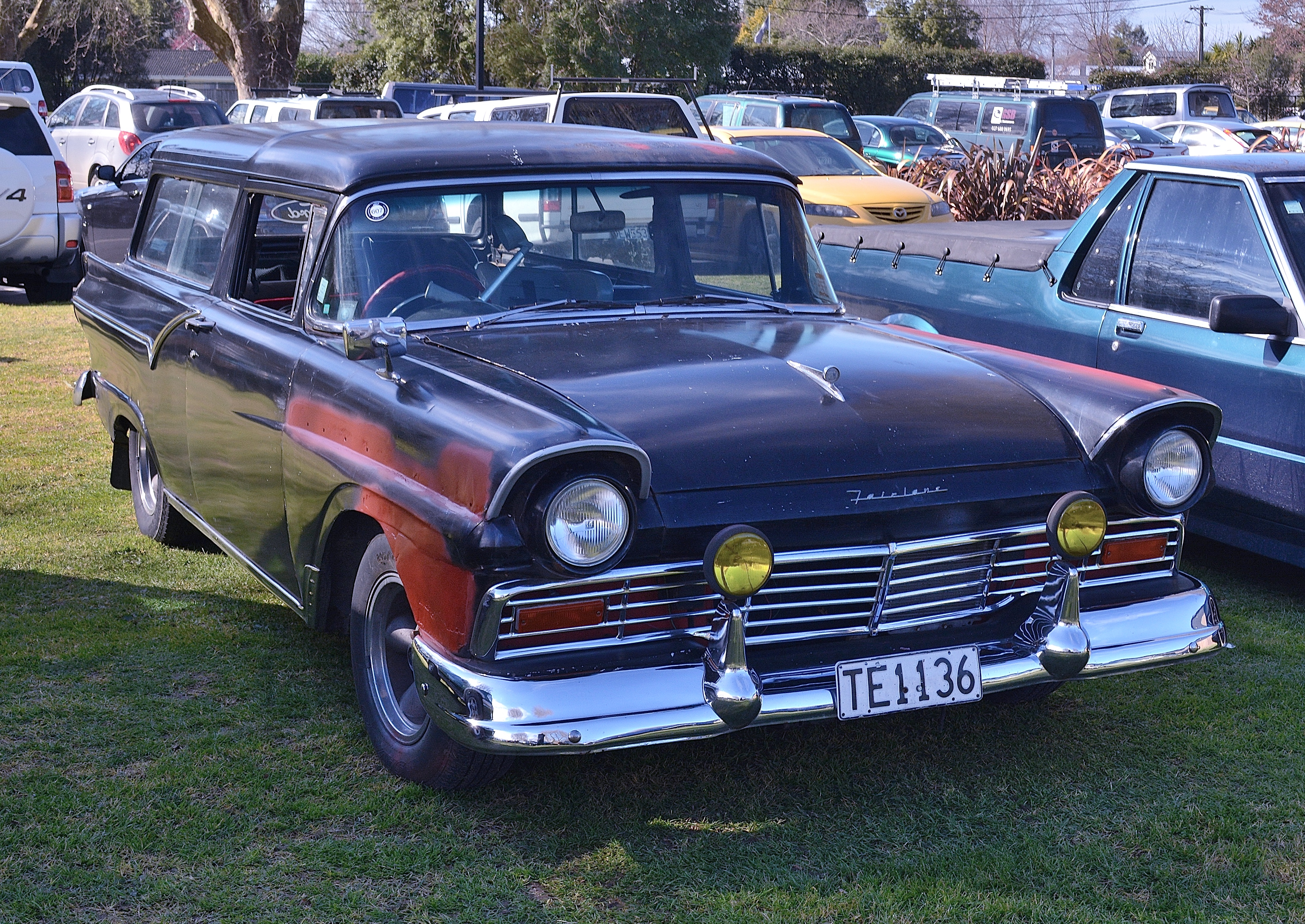
Modèle 1957.
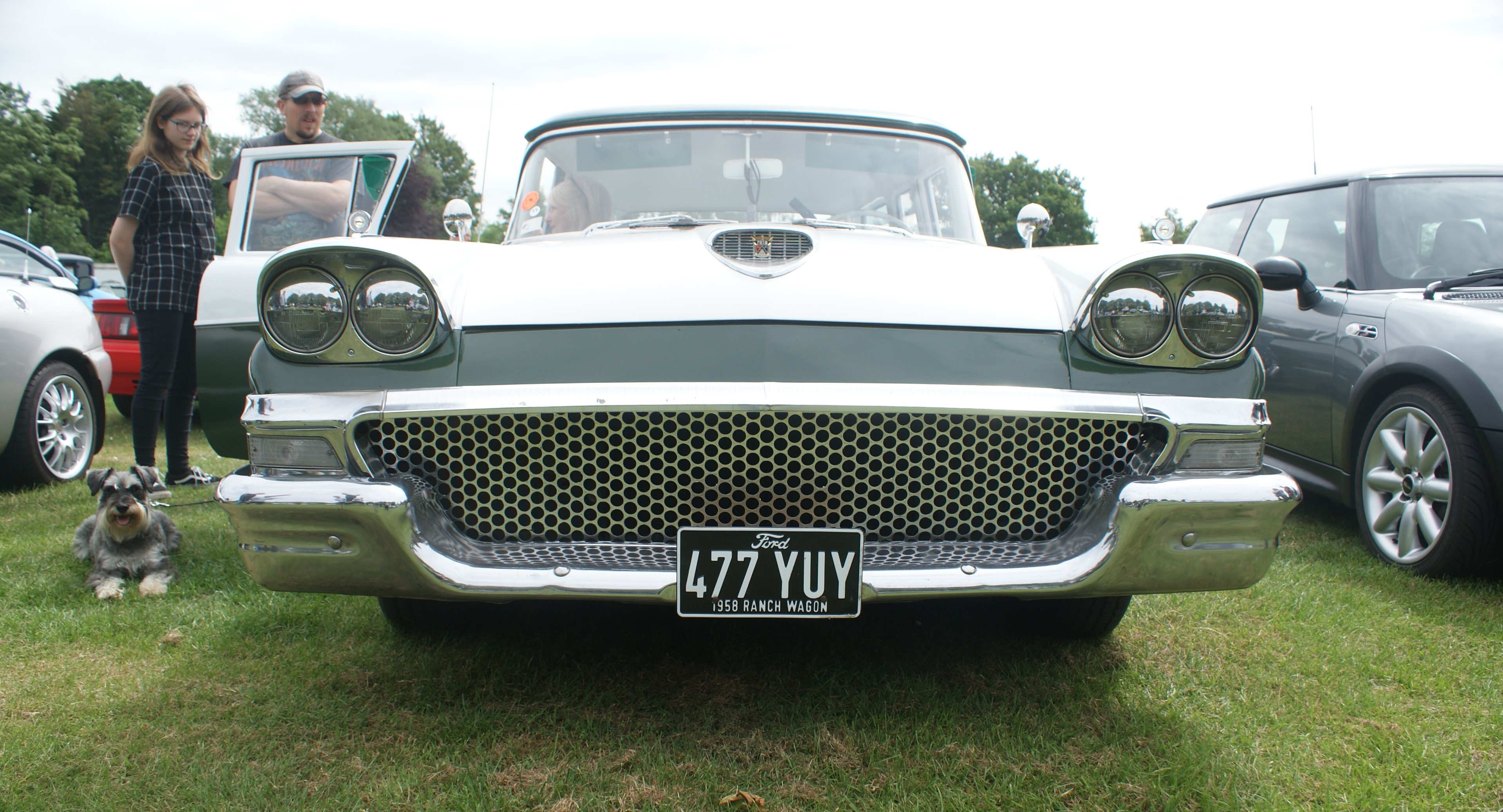
Ranch Wagon deux-portes de 1958.
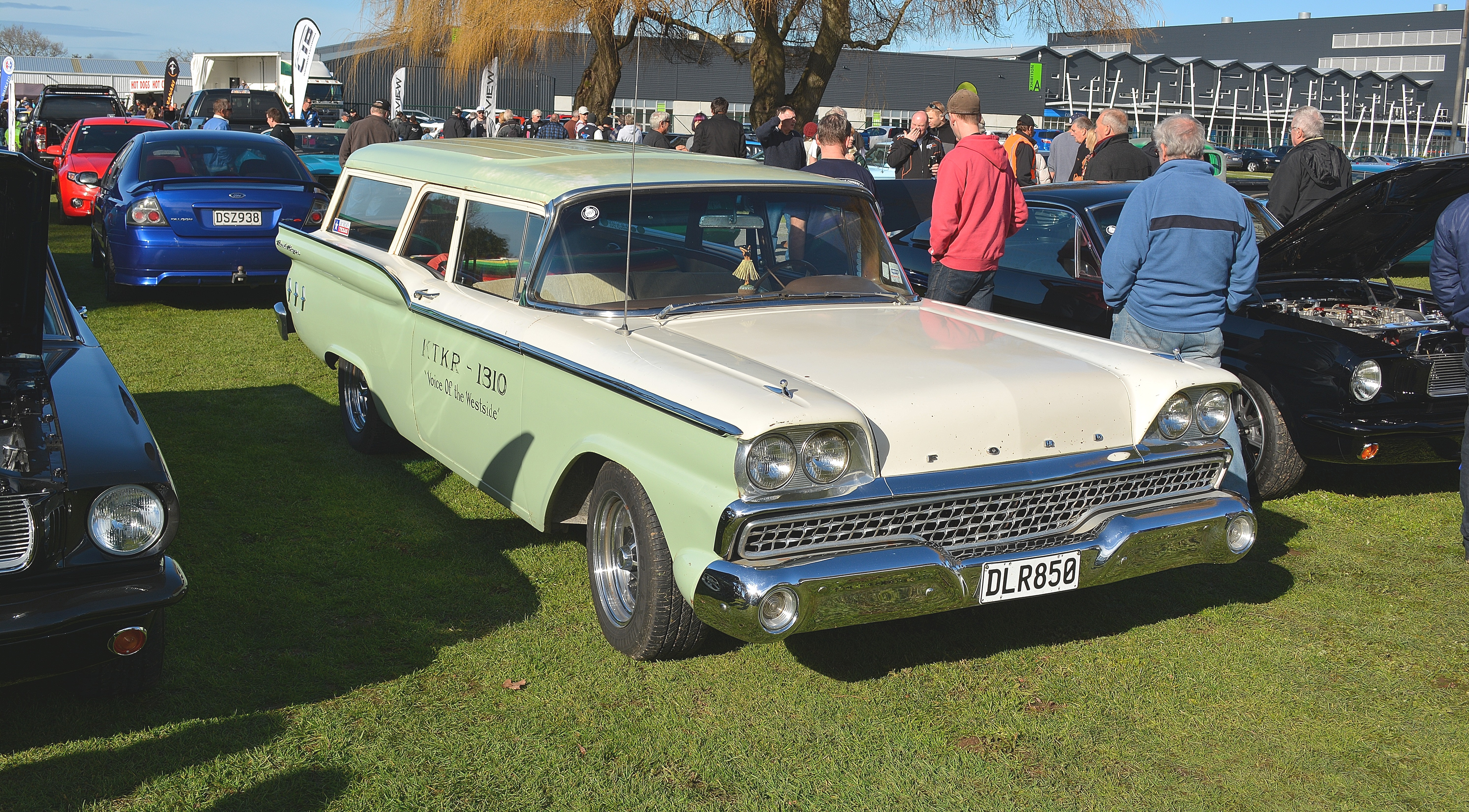
Ranch Wagon deux-portes de 1959.
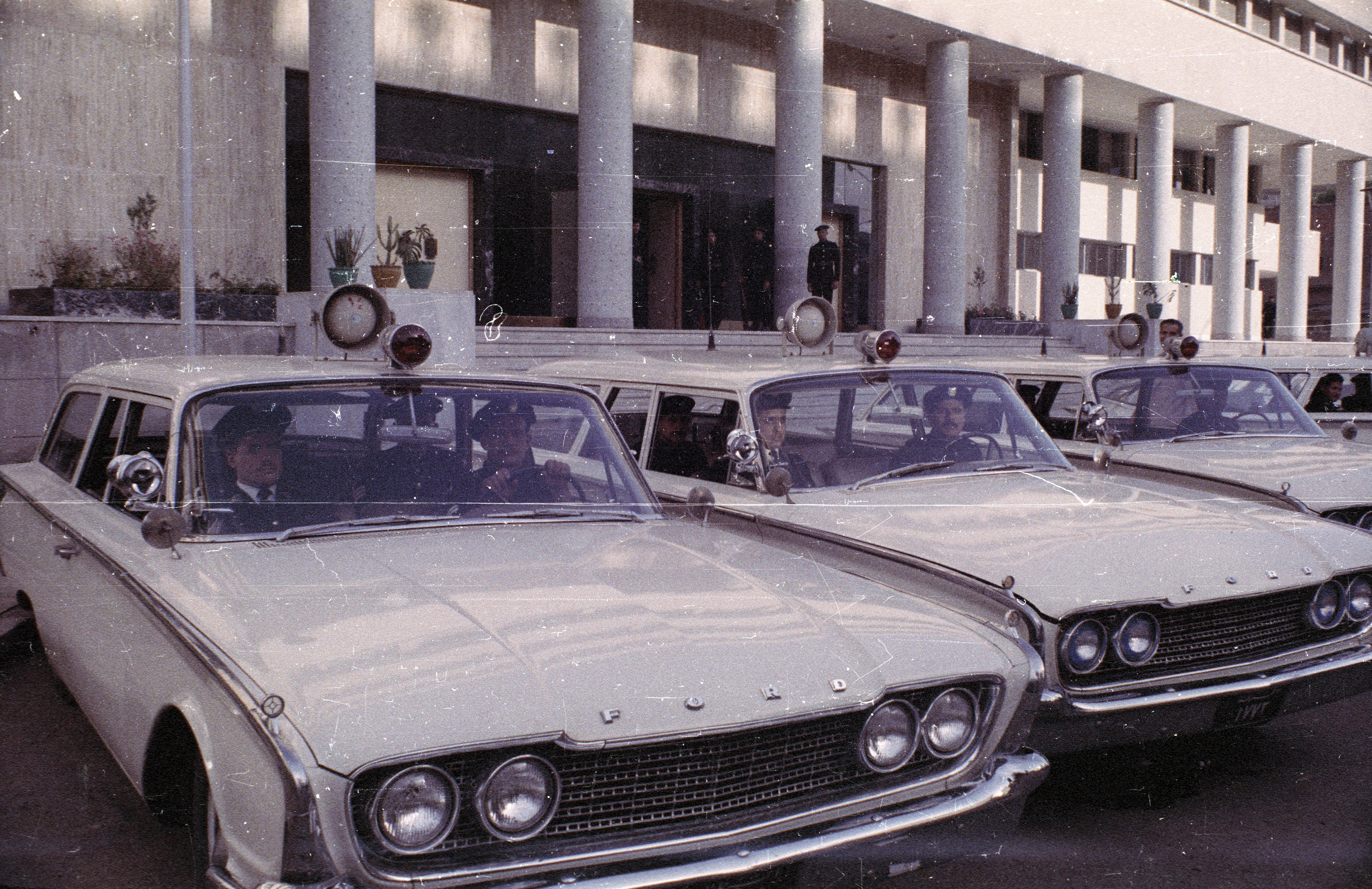
Ranch Wagons de 1960 utilisées par la police du Caire, Égypte.

## 1963–1964

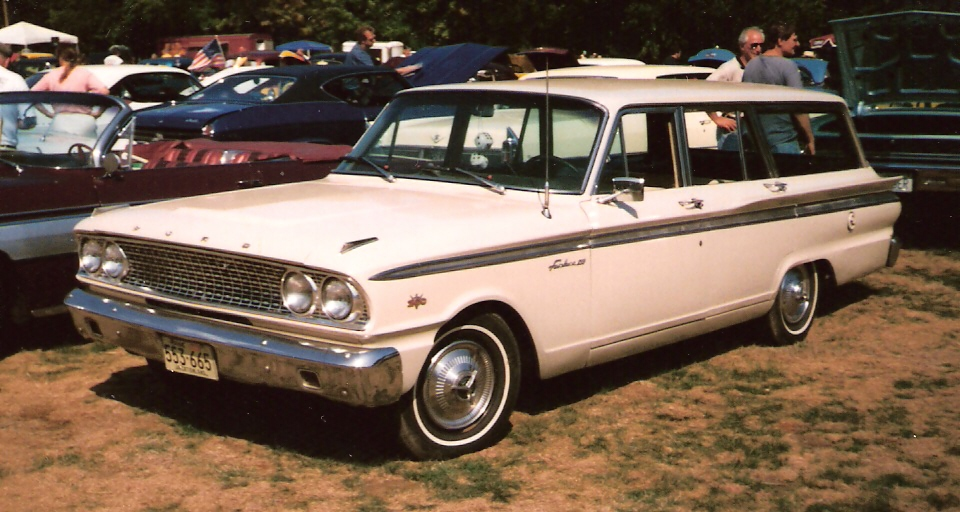
Ford Fairlane 500 Custom Ranch Wagon de 1963.

En 1963 et 1964, il n'y a pas eu de Ranch Wagon dans la gamme des breaks full-size de Ford mais le nom a été réutilisé pour certains breaks sur base de la Fairlane intermédiaire. Ceux-ci étaient proposés en version de base ou en finition « 500 », la 500 étant aussi vendue sous le nom de « Custom Ranch Wagon ». Les modèles de 1963 avaient un moteur six-cylindres de 5,7 litres ou trois V8 en option, de 6,3, 7,4 et 7,9 litres. Le V8 de 6,3 litres a été éliminé en 1964.

## 1965–1974

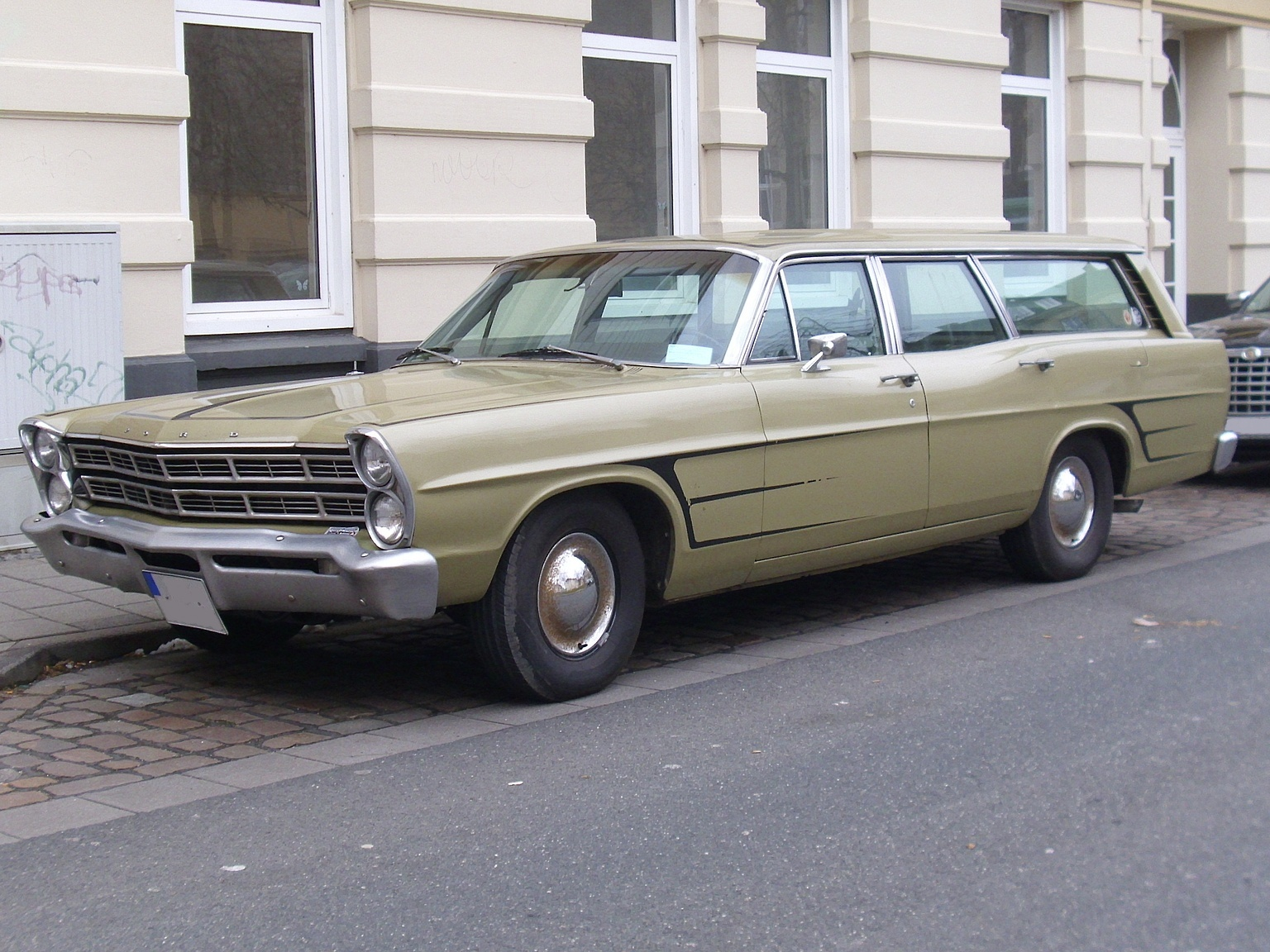
Ford Ranch Wagon de 1967.

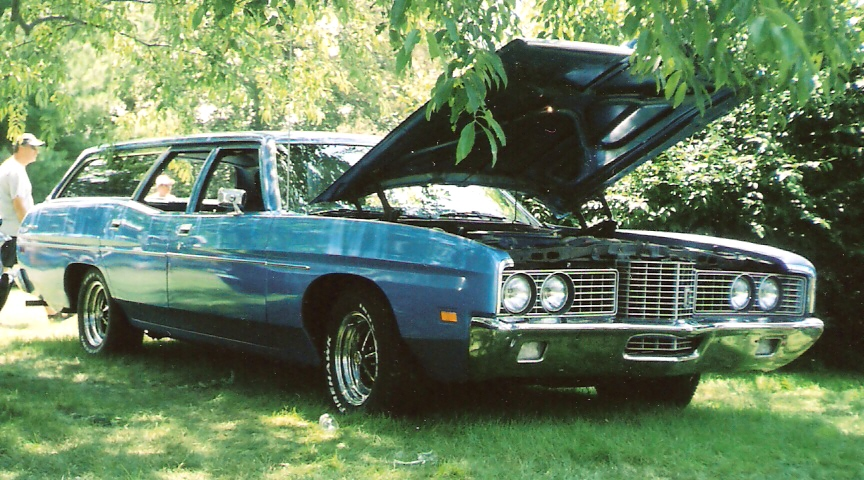
Ford Ranch Wagon de 1972.

Le Ranch Wagon est revenu dans la gamme full-size en 1965. En 1966, il a bénéficié du nouveau système d'ouverture du coffre de Ford, le Magic Doorgate : la porte arrière pouvait s'ouvrir indifféremment vers le bas ou sur le côté. En 1968, deux nouveaux modèles de Ranch Wagon, nommés Custom 500 Ranch Wagon, ont été introduits; l'un était un modèle six places, l'autre était le premier Ranch Wagon équipé de sièges de troisième rangée avec deux sièges placés face à face à l'arrière.
Les breaks de Ford ont cessé de constituer une gamme particulière au moment où ils ont été redessinés pour 1969, faisant officiellement partie de la série respective sur laquelle ils étaient basés; Le Ranch Wagon de 1969 faisait ainsi partie de la série d'entrée de gamme Custom. En 1970, pour la première fois, tous les Ranch Wagon étaient équipés de V8. La boîte de vitesses manuelle à trois rapports a continué à être standard jusqu'au modèle 1971, tous les modèles étant équipés d'une boîte automatique SelectShift (en) à partir des modèles 1972.
La gamme Custom a été supprimée lorsque Ford a lancé sa nouvelle génération de voitures full-size pour 1973, ce qui fait que toutes les Ranch Wagon étaient désormais des Custom 500. Le Ranch Wagon de 1974 a été le dernier vendu au grand public. De 1975 à 1977, une petite quantité de breaks Custom 500 (ne portant plus le nom Ranch Wagon) ont été fabriqués, uniquement comme véhicules de fonction.